# Peristaltisme

Una imatge simplificada mostrant el peristaltisme

El peristaltisme o peristalsi és una contracció radial asimètrica dels músculs que es propaga en forma d'ona cap a la part posterior d'un tub muscular. En humans, el peristaltisme es troba en la contracció de la musculatura llisa per a propulsar el bol alimentari a través del tub digestiu.